# 長井挙冬
長井 挙冬（ながい たかふゆ、正和3年（1314年） - 貞和3年（1347年）3月24日）は、鎌倉時代末期から南北朝時代の武将・大江姓長井氏嫡流の当主。通称は右馬助。

## 生涯
鎌倉時代当時の史料や古文書から、当初は高冬（読み同じ）と名乗っていたことが判明しており、「高」の字は執権・得宗の北条高時より偏諱を受けたものとされている。
嘉暦年間に長井宗秀の遺跡を継ぐ形で、美濃国茜部荘正地頭となっており、長井氏惣領として活動していたことが窺える。
元弘元年（1331年）11月、元弘の乱が起こったのに伴い、その沙汰のために太田時連とともに東使として上洛したが、元弘3年/正慶2年（1333年）に鎌倉幕府が滅ぶと、高時からの偏諱を棄て挙冬と改名、後醍醐天皇によって始められた建武の新政では訴訟機関として設置された雑訴決断所の構成員となった。
しかし、その後は建武政権に反旗を翻した足利尊氏に従い、翌延元元年/建武3年（1334年）に同じ大江一族で後醍醐天皇に従っていた毛利貞親・親衡父子が尊氏の武家政権に対抗して挙兵した後には、尊氏の命により貞親の身を預かっている。
貞和3年（1347年）に没し氏元が跡を継いだ。

## 死後
挙冬の系統はその後、氏元（うじもと）・氏広（うじひろ）・兼広（かねひろ）と続き、その偏諱から察するに、長井広秀（ひろひで）の系統（武蔵長井氏）同様、鎌倉公方足利氏の支配下となったものとみられる。文和元年（1352年）足利尊氏が長井備前太郎に対して出羽国寒河江荘北方の横領への対処を求めた記事以降、中央史には見えない。 のちに出羽長井氏が伊達宗遠・政宗の侵攻により衰退しており、挙冬の系統も兼広以降は諸系図に確認されていない。